# Ніколае Мартинеску
Ніколае Мартинеску (рум. Nicolae Martinescu; 24 лютого 1940, село Вішань, жудець Бреїла, Соціалістична Республіка Румунія — 1 квітня 2013, Бухарест) — румунський борець греко-римського стилю, дворазовий срібний та чотириразовий бронзовий призер чемпіонатів світу, чемпіон та дворазовий бронзовий призер чемпіонатів Європи, чемпіон та бронзовий призер Олімпійських ігор.

## Біографія
Ніколае Мартинеску був одним з провідних борців греко-римського стилю у світі в напівважкій вазі наприкінці 1960-х і на початку 1970-х років. Кульмінацією його спортивної кар'єри стали Літні Олімпійські ігри 1972 року в Мюнхені, де він виграв олімпійське золото в суперважкій ваговій категорії. У вирішальному поєдинку румунський спортсмен подолав радянського борця Миколу Яковенко. Таким чином Мартинеску взяв реванш у Яковенка за поразку чотирирічної давнини на літніх Олімпійських іграх 1968 року в Мехіко, через яку румун не потрапив до фіналу, задовільнившись бронзовою нагородою.
Виступав за борцівський клуб «Динамо» Бухарест. Вісімнадцятиразовий чемпіон Румунії у період 1961—1978 років.
У грудні 1972 року в ознаменування 50-річчя СРСР в числі низки спортсменів соціалістичних країн отримав звання Заслуженого майстра спорту СРСР.
Був членом Федерації спортивної боротьби Румунії.
Був одружений з популярною румунською народною співачкою Міоарою Веліку.

## Спортивні результати

### Виступи на Олімпіадах
| Змагання                    | Збірна  | Вагова категорія                  | Місце  |
| --------------------------- | ------- | --------------------------------- | ------ |
| Літні Олімпійські ігри 1964 | Румунія | греко-римська боротьба, до 97 кг  | 4      |
| Літні Олімпійські ігри 1968 | Румунія | греко-римська боротьба, до 97 кг  | Бронза |
| Літні Олімпійські ігри 1972 | Румунія | греко-римська боротьба, до 100 кг | Золото |
| Літні Олімпійські ігри 1976 | Румунія | греко-римська боротьба, до 100 кг | 7T     |

### Виступи на Чемпіонатах світу
| Змагання                        | Збірна  | Вагова категорія                     | Місце  |
| ------------------------------- | ------- | ------------------------------------ | ------ |
| Чемпіонат світу з боротьби 1962 | Румунія | греко-римська боротьба, до 97 кг     | 5      |
| Чемпіонат світу з боротьби 1963 | Румунія | греко-римська боротьба, до 97 кг     | Срібло |
| Чемпіонат світу з боротьби 1965 | Румунія | греко-римська боротьба, до 97 кг     | 6      |
| Чемпіонат світу з боротьби 1966 | Румунія | греко-римська боротьба, до 97 кг     | Бронза |
| Чемпіонат світу з боротьби 1967 | Румунія | греко-римська боротьба, до 97 кг     | Бронза |
| Чемпіонат світу з боротьби 1969 | Румунія | греко-римська боротьба, до 100 кг    | 5      |
| Чемпіонат світу з боротьби 1970 | Румунія | греко-римська боротьба, понад 100 кг | Бронза |
| Чемпіонат світу з боротьби 1971 | Румунія | греко-римська боротьба, до 100 кг    | Срібло |
| Чемпіонат світу з боротьби 1973 | Румунія | греко-римська боротьба, до 100 кг    | 5      |
| Чемпіонат світу з боротьби 1974 | Румунія | греко-римська боротьба, до 100 кг    | Бронза |
| Чемпіонат світу з боротьби 1975 | Румунія | греко-римська боротьба, до 100 кг    | 5      |

### Виступи на Чемпіонатах Європи
| Змагання                         | Збірна  | Вагова категорія                  | Місце  |
| -------------------------------- | ------- | --------------------------------- | ------ |
| Чемпіонат Європи з боротьби 1966 | Румунія | греко-римська боротьба, до 97 кг  | Золото |
| Чемпіонат Європи з боротьби 1968 | Румунія | греко-римська боротьба, до 97 кг  | 4      |
| Чемпіонат Європи з боротьби 1972 | Румунія | греко-римська боротьба, до 100 кг | Бронза |
| Чемпіонат Європи з боротьби 1973 | Румунія | греко-римська боротьба, до 100 кг | Бронза |
| Чемпіонат Європи з боротьби 1975 | Румунія | греко-римська боротьба, до 100 кг | 4      |
| Чемпіонат Європи з боротьби 1976 | Румунія | греко-римська боротьба, до 100 кг | 6      |

## Виступи на інших змаганнях
| Змагання                           | Збірна  | Вагова категорія                  | Місце  |
| ---------------------------------- | ------- | --------------------------------- | ------ |
| Гран-прі Німеччини з боротьби 1974 | Румунія | греко-римська боротьба, до 100 кг | Золото |
| Гран-прі Німеччини з боротьби 1976 | Румунія | греко-римська боротьба, до 100 кг | Срібло |